# Sofronitissläktet
Sofronitissläktet (Sophronitis) är ett växtsläkte  inom familjen orkidéer med cirka 60 arter från Central- och Sydamerika. Några arter odlas som krukväxter i Sverige.
Flera arter från laeliasläktet (Laelia) har på senare år flyttats hit, vlket göra att de svenska namnen kan vara förvirrande.

### Webbkällor
- Svensk Kulturväxtdatabas